# Bestué
Bestué es una localidad española del municipio de Puértolas, perteneciente a la provincia de Huesca, en la comunidad autónoma de Aragón.

## Toponimia
El lugar puede aparecer referido como «Bestué» y «Bistué».

## Historia
Hacia mediados del siglo XIX, el lugar, por entonces con ayuntamiento propio, tenía veintidós casas. Aparece descrito en el cuarto volumen del Diccionario geográfico-estadístico-histórico de España y sus posesiones de Ultramar de Pascual Madoz con las siguientes palabras:

BESTUE: l. con ayunt. de la prov. de Huesca (18 leg.), part. jud. de Boltaña (4), adm. de rent. y dióc. de Barbastro (10), aud. terr. y c. g. de Zaragoza (28): sit. en terreno escabroso y desigual á la falda de un cerro, demasiado combatido por los vientos del N. y E.: goza de un clima frio y se padecen por lo comun pleuresias y epilepsias: tiene 22 casas y la municipal que sirve de cárcel, distribuidas en varias calles y una plaza; una igl. parr. bajo la advocacion de San Pedro Apóstol fundada en el año 1575, servida por un cura y un sacristan que este nombra; el curato es de segundo ascenso y su provision correspondiente á S. M. ó al diocesano en concurso general; el cementerio está en paraje ventilado; hay tambien 4 ermitas dedicadas á San Miguel, á San Juan Bautista, á San Martin y á la Virgen del Barrio, las 3 primeras inutilizadas, y esta última es antiquísima y se conserva muy hermosa, sostenido su culto por la piedad de los fieles: fuera de la pobl. se encuentran varias fuentes de buenas aguas, aunque no muy abundantes de las que se surten los vec. para beber y demas usos domésticos, y para abrevadero de ganados sirven las de otras que se hallan en el térm. Confina este por N. Puertolas y Puyarruego; E. Puertolas; S. los Pirineos, y O. el valle de Vió. El terreno de secano y en su mayor parte montuoso, es mas á propósito para yerbas de pasto que para cultivo; tiene una pradera de unas 3 horas de circunferencia, bastante fértil donde se pueden mantener muchas cab. de ganado; y sus pastos son comunes con los l. de Puertolas y Escuain; cruza por él un barranco llamado de las Selvas, pero es casi inutil para el riego, porque ademas de ser muy profundo, solo lleva agua en tiempo del deshielo, y desemboca en el r. Bellos y este en el Cinca: los montes principales son los llamados Sestral y las Zucas que se unen con los Pirineos; en ellos hay abundancia de leña para el combustible, bosques arbolados de pinos pequeños y robles, y algunas canteras de piedra de cal. Los caminos de herradura conducen á los pueblos lim. y las veredas a varios puntos. prod.: trigo, cebada, centeno, avena, legumbres, patatas, todas tan escasas que apenas alcanza para el consumo; cria con abundancia ganado lanar y vacuno, poco caballar, caza de liebres, perdices, tordos, aves de rapina y algun oso. comercio: la esportacion del ganado vacuno que llevan á vender á la feria de Boltaña, é importacion de aceite y vino, de cuyos art. carece. pobl.: 14 vec. de catastro. contr.: 4.463 rs. 32 mrs.
(Madoz, 1846, p. 296)

El municipio de Bestué desapareció de cara al censo de 1857 y el término se incorporó al de Puértolas. En 2023, la entidad singular de población tenía empadronados dieciséis habitantes y el núcleo de población, también dieciséis.

## Patrimonio

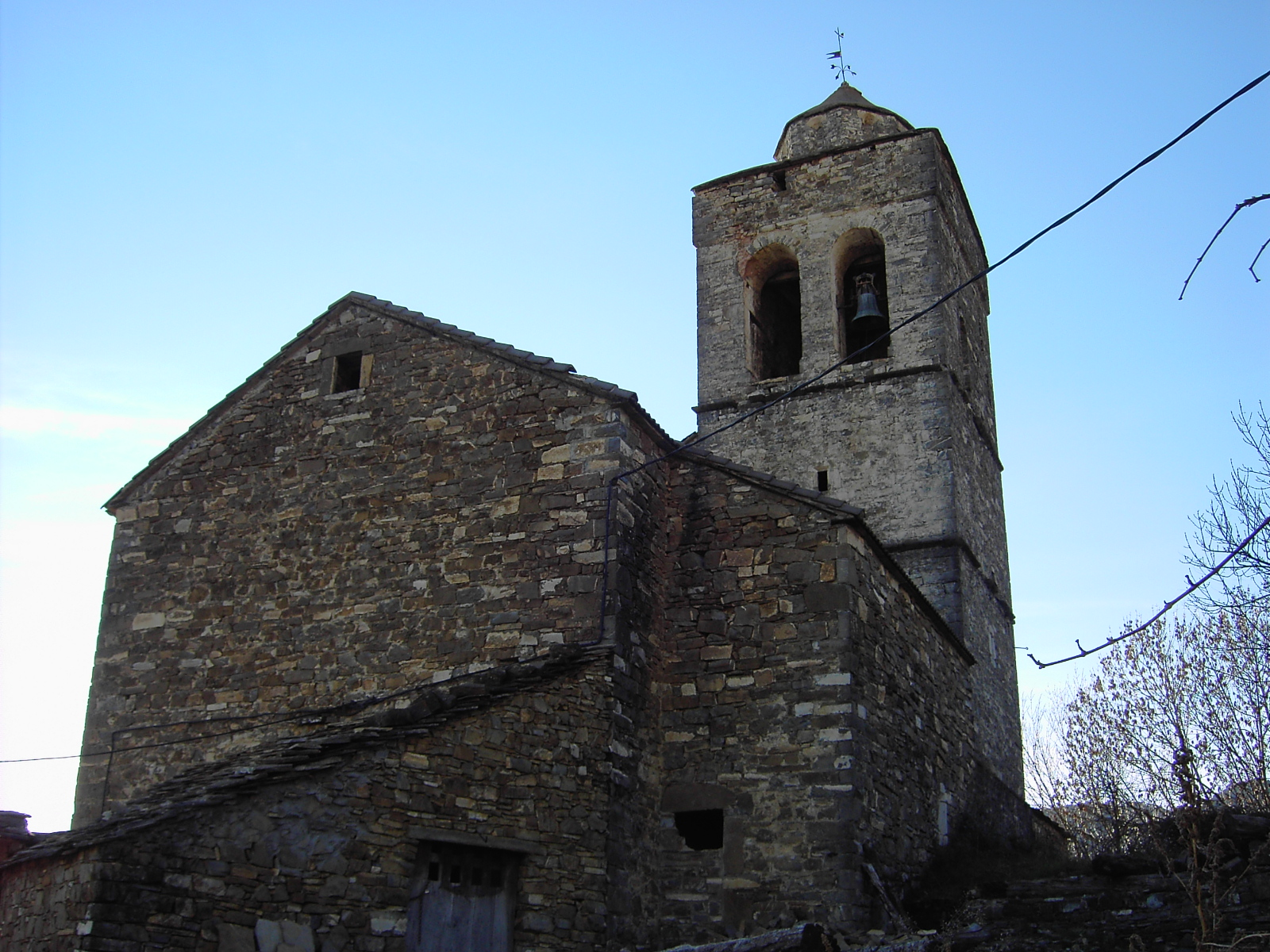
La iglesia de San Pedro

Hay en el lugar una iglesia de San Pedro.